# 4e régiment d'instruction et d'intervention de la sécurité civile
Le 4e régiment d'instruction et d'intervention de la sécurité civile (4e RIISC) est une unité militaire française de l’Armée de terre appartenant à l’arme du génie et faisant partie de la brigade militaire de la sécurité civile.
Basée à Libourne en Gironde, elle est créée en 2024, en réaction aux feux de forêts ayant touché le département deux ans plus tôt. Bien que militaire, elle est mise pour emploi auprès du ministère de l'Intérieur pour intervenir, tant en France qu’à l’étranger, face aux risques majeurs de toute nature pour protéger les populations et sauvegarder l’environnement.

## Historique

### Contexte: incendie de 2022 en Gironde et sélection de la ville
Au cours de l'été 2022, la France est frappée d'une vague de canicule liée au réchauffement climatique. Deux feux de forêts particulièrement violents frappent la forêt des Landes de Gascogne, particulièrement à La-Teste-de-Buch et à Landiras, toutes deux situées en Gironde.
Le 22 octobre 2022, le président de la République Emmanuel Macron annonce la création d'une quatrième unité d'instruction et d'intervention de la sécurité civile, devant être basée dans la région. Plusieurs villes se portent alors candidates, intéressées par les retombées économiques que l'unité pourraient apporter, comme Limoges, ayant perdu dans les années 2000 plusieurs bases militaires sur son territoire, ainsi que Mont-de-Marsan, Angoulême et Pau. Le département du Lot-et-Garonne a déposé un projet conjoint, qui aurait été partagé entre Agen et Houeillès, au sein de la forêt des Landes.
Finalement, le ministre de l'Intérieur Gerald Darmanin annonce le 1er août que l'UIISC serait basée à Libourne, dans un ancien complexe ayant abrité une école de sous-officier de la gendarmerie ainsi qu'une école du service de santé des armées. Le projet a été perçu comme plus solide, notamment en raison des infrastructures de transport et de l'absence d'artificialisation des sols nécessaires pour installer l'unité. Les locaux appartiennent à la mairie de Libourne.

### Installation à Libourne
L'unité s'installe progressivement sur le site durant l'été 2024. Le 14 octobre, le lieutenant-colonel Bernard Legrand prend le commandement effectif de l'unité.
Le décret de création est signé par le ministre de l'Intérieur Bruno Retailleau le 4 décembre 2024. Face à la situation politique nationale, le budget nécessaire à la création de l'unité est resté flou, suscitant l'inquiétude des élus locaux. La mairie de Libourne aurait notamment dépensée deux millions d'euros pour l'accueil des personnels, en comptant être remboursée par le rachat par l'Etat des locaux. Un amendement est voté en octobre par la Commission des Lois pour valider le budget total du projet, prévu à plus de 400 millions d'euros.

### Entrée en opération
L'UIISC 4 est presque immédiatement déployée en opération en outre-mer : d'abord en Nouvelle-Calédonie dès octobre, à la suite des émeutes qu'a connue la collectivité,, puis en décembre à Mayotte, après le passage du cyclone Chido. 
Le 1er juillet 2025, l'UIISC 4 change d'appellation et devient le 4e régiment d'instruction et d'intervention de la sécurité civile (4e RIISC). La remise du drapeau est effectuée le 3 juillet 2025.

## Symbole
Le 4e RIISC utilise comme symbole le phénix, représentant l'unité qui « refait naître une vie militaire dans ce site qui l’avait perdu ». Une UIISC 4 avait déjà existé dans le Sud-Ouest, basée à Rochefort, entre 1990 et 1999.

## Chefs de corps
2024 - présent : Bernard Legrand